# Twenty
Twenty är folkmusikgruppen Bazar Blås femte studioalbum, utgivet 2016 på bolaget Bazaarpool. Albumet spelades in i Sierra Roja, Stockholm i januari 2016 av Björn Meyer, som även mixade.

## Låtlista
Där inte annat anges är låtarna skrivna av Björn Meyer.
1. "Àziza"
2. "Svävaren" (Johan Hedin)
3. "Tio i tre"
4. "Lugnet"
5. "Dussinpolskan"
6. "Flytten"
7. "Strax"
8. "Klockan två"
9. "Lunken"
10. "Stillheten" (Hedin)
11. "Haft"
12. "Hymn"

## Medverkande
- Fredrik Gille - slagverk, cajón
- Johan Hedin - sopran- och oktavnyckelharpor
- Björn Meyer - elbas, akustisk bas, mandola

## Mottagande
Lira Musikmagasin recenserade skivan i positiva ordalag. Recensenten Rasmus Klockljung skrev: "Spår som Svävaren, Haft och Lunken är bland den vackraste musik jag hört på länge, helt enkelt ljuvliga."
Kristianstadsbladet gav albumet betyget 4/5.